# 미스터 프리즈

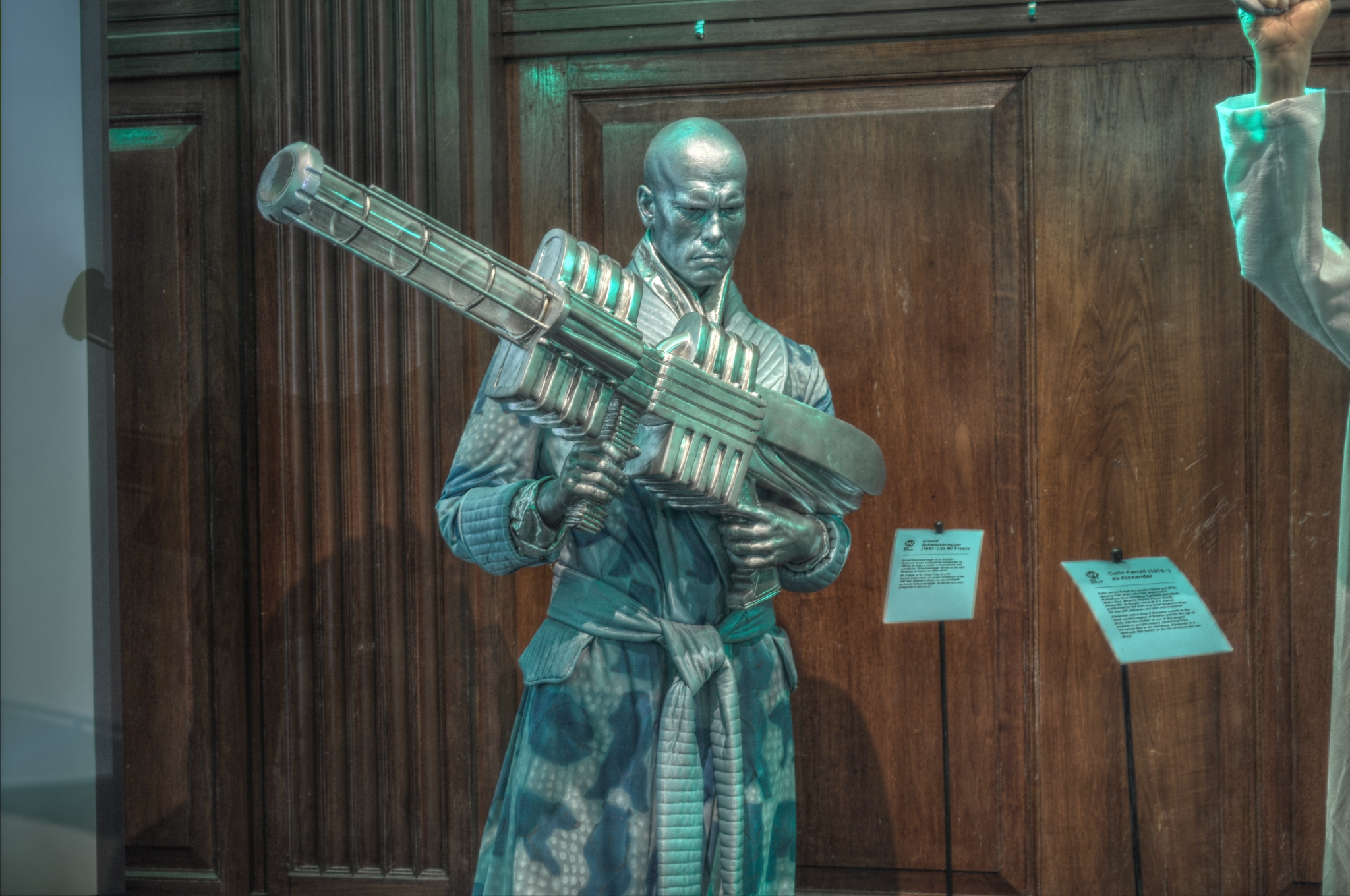

미스터 프리즈(영어: Mr. Freeze)는 DC 코믹스의 슈퍼빌런 캐릭터로, 본명은 빅터 프리즈(Victor Fries) 박사다. 주로 배트맨의 악당으로 등장하며, 무엇이든 얼릴 수 있는 냉동총을 쏜다. 1959 2월 《배트맨》 121호에 미스터 제로(Mr. Zero)라는 이름으로 처음 등장했고, 밥 케인와 데이비드 우드, 셸던 몰도프가 공동 창작하였다. 조지 샌더스(배트맨 시트콤), 아널드 슈워제네거(배트맨과 로빈), 네이선 대로(고담) 등의 배우가 미스터 프리즈를 연기하였다.

## 개요
원래 뛰어난 분자 생물학자였지만, 어릴 때 아버지에게 학대당하다가 동물을 얼리거나 자신을 냉동인간으로 만드는 이상한 취미를 갖게 되었고 저런 취미를 가지고 있으니 당연히 친구가 없었다.

## 담당 배우

### TV 드라마
- 배트맨(1966) - 조지 샌더스(1시즌), 오토 프레민저(2시즌), 일라이 월릭(3시즌)
- 고담(2014) - 네이선 대로

### 영화
- 배트맨 4: 배트맨과 로빈(1997) - 아널드 슈워제네거

## 담당 성우

### TV 애니메이션
- 배트맨/슈퍼맨 시간(1968) - 테드 나이트
- 뉴 배트맨 어드벤처(1977) - 레니 와인리브
- 배트맨(1992) - 마이클 안사라
  - 뉴 배트맨 어드벤처스(1997) - 마이클 안사라
  - 배트맨 비욘드(1999) - 마이클 안사라
- 더 배트맨(2004) - 클랜시 브라운
- 배트맨 더 브레이브(2008) - 존 디마지오
- 영 저스티스(2010) - 키스 샤라바이카
- 저스티스 리그 액션(2016) - 피터 스토메어

### 장편 애니메이션
- 배트맨 & 미스터 프리즈: 서브제로(1998) - 마이클 안사라
- 저스티스 리그: 신들과 괴물들(2016) - 짐 메스키멘

### 비디오 게임
- 배트맨: 복수(2001) - 마이클 안사라
- 레고 배트맨(2008) - 오지 뱅크스
  - 레고 배트맨 2: DC 슈퍼히어로즈(2012) - 타운젠드 콜먼
  - 레고 배트맨 3: 비욘드 고담(2014) - 리엄 오브라이언
- 배트맨: 아캄 어사일럼(2009) - 모리스 라마시
  - 배트맨: 아캄 시티(2011) - 모리스 라마시
  - 배트맨: 아캄 오리진(2013) - 모리스 라마시
  - 배트맨: 아캄 나이트(2016) - 모리스 라마시
- DC 유니버스 온라인(2011) - 로버트 크래프트
- 영 저스티스: 레거시(2013) - 제이슨 스피색